# Transgen
Transgen1 – gen lub materiał genetyczny przeniesiony z komórek jednego organizmu do innego (także z wirusów) drogą  naturalną  lub metodami inżynierii genetycznej.
Bardziej precyzyjnie termin ten jest używany zwykle tylko wobec genów, czyli DNA kodującego informację o sekwnecji białka lub RNA.
Transgen2- obcy gen nadający organizmowi zmodyfikowanemu genetycznie cechę pożądaną przez człowieka.